# CTCSS
CTCSS (Continuous Tone-Coded Squelch System) – termin używany w radiokomunikacji oznaczający system wyłączania blokady szumów odbiornika ciągłym, niesłyszalnym tonem.
Tony CTCSS są szeroko stosowane w dwukierunkowej łączności radiowej, np. w PMR 446. Służą do zredukowania wzajemnych zakłóceń w tym samym kanale łączności, gdy kanał jest używany przez różne grupy użytkowników. Radiotelefony nawiążą łączność tylko wtedy, gdy ustawienie tonów w obu jest takie samo. Umożliwia to (teoretycznie) wydzielenie kilkudziesięciu kanałów łączności w jednym fizycznym kanale radiowym.

## Jak to działa - w uproszczeniu
Tony są generowane przez układ elektroniczny i włączane do każdej transmisji nadawanej z radiotelefonu. Mają one częstotliwości akustyczne, jednak są one odfiltrowywane przez filtr górnoprzepustowy przed stopniem wyjściowym, dzięki czemu nie są bezpośrednio słyszalne przez operatora i nie przeszkadzają w zrozumieniu przekazywanego komunikatu. Obecność tonu o takiej samej częstotliwości, jaka jest nadawana z sygnałem z innego radiotelefonu, otwiera jego tor audio i pozwala na usłyszenie przekazywanego z niego komunikatu. Obecność w torze radiowym innych sygnałów, w tym zawierających inne tony wywoławcze niż zaprogramowany, nie otwiera toru audio - jest traktowana przez taki radiotelefon jak szum.
Zaletą takiego rozwiązania jest to, że różne grupy odbiorców, pracujących na tym samym kanale, nie przeszkadzają sobie wzajemnie, w ten sposób, że nie słyszą swojego głosu. Jednakże, kiedy pojawi się w bliskiej odległości - kilku lub kilkunastu metrów - trzeci nadajnik na sąsiednim kanale, to transmisja wymienionych wcześniej PMR-ów zostanie poważnie zakłócona i bardzo często nie jest możliwe komunikowanie się pomiędzy sobą. 
Wadą jest to, że kanał transmisyjny zostaje zajęty, gdy którakolwiek z grup nawiązuje łączność. Wprawdzie użytkownicy z drugiej grupy nie słyszą się wzajemnie, ale nie mogą nawiązać łączności, gdy kanał jest akurat zajęty. Inną niedogodnością jest fakt, że w odbiorniku bez tonów CTCSS słychać wszystkie transmisje. Tony nie są sposobem kodowania rozmowy, nie powinny również dawać użytkownikom złudnego poczucia prywatności. Do szyfrowania służą scramblery, są to skomplikowane urządzenia do zmiany widma audio w torze radiowym.

## Lista tonów CTCSS
| Ton (Hz) | Numer (38 kody) | Numer (50 kodów) | Numer (53 kody) |
| -------- | --------------- | ---------------- | --------------- |
| 60,7     | -               | -                | 51              |
| 62,5     | -               | -                | 52              |
| 64,7     | -               | -                | 53              |
| 67,0     | 1               | 1                | 1               |
| 69,3     | -               | 2                | 39              |
| 71,9     | 2               | 3                | 2               |
| 74,4     | 3               | 4                | 3               |
| 77,0     | 4               | 5                | 4               |
| 79,7     | 5               | 6                | 5               |
| 82,5     | 6               | 7                | 6               |
| 85,4     | 7               | 8                | 7               |
| 88,5     | 8               | 9                | 8               |
| 91,5     | 9               | 10               | 9               |
| 94,8     | 10              | 11               | 10              |
| 97,4     | 11              | 12               | 11              |
| 100,0    | 12              | 13               | 12              |
| 103,5    | 13              | 14               | 13              |
| 107,2    | 14              | 15               | 14              |
| 110,9    | 15              | 16               | 15              |
| 114,8    | 16              | 17               | 16              |
| 118,8    | 17              | 18               | 17              |
| 123,0    | 18              | 19               | 18              |
| 127,3    | 19              | 20               | 19              |
| 131,8    | 20              | 21               | 20              |
| 136,5    | 21              | 22               | 21              |
| 141,3    | 22              | 23               | 22              |
| 146,2    | 23              | 24               | 23              |
| 151,4    | 24              | 25               | 24              |
| 156,7    | 25              | 26               | 25              |
| 159,8    | -               | 27               | 40              |
| 162,2    | 26              | 28               | 26              |
| 165,5    | -               | 29               | 48              |
| 167,9    | 27              | 30               | 27              |
| 171,3    | -               | 31               | 49              |
| 173,8    | 28              | 32               | 28              |
| 177,3    | -               | 33               | 50              |
| 179,9    | 29              | 34               | 29              |
| 183,5    | -               | 35               | 41              |
| 186,2    | 30              | 36               | 30              |
| 189,9    | -               | 37               | 42              |
| 192,8    | 31              | 38               | 31              |
| 196,6    | -               | 39               | 43              |
| 199,5    | -               | 40               | 44              |
| 203,5    | 32              | 41               | 32              |
| 206,5    | -               | 42               | 45              |
| 210,7    | 33              | 43               | 33              |
| 218,1    | 34              | 44               | 34              |
| 225,7    | 35              | 45               | 35              |
| 229,1    | -               | 46               | 46              |
| 233,6    | 36              | 47               | 36              |
| 241,8    | 37              | 48               | 37              |
| 250,3    | 38              | 49               | 38              |
| 254,1    | -               | 50               | 47              |